# Сельское поселение Соколовское (Московская область)
Соколовское сельское поселение — упразднённое муниципальное образование в Солнечногорском районе Московской области. Административный центр — деревня Новая.
Глава сельского поселения — Гришин Сергей Иванович. Адрес администрации: 141590, Московская область, Солнечногорский район, д. Новая, дом 40.

## География
Граничит с Кривцовским и Пешковским сельскими поселениями, городскими поселениями Солнечногорск, Поварово и Андреевка, а также Ермолинским и Бужаровским сельскими поселениями Истринского района. Площадь территории сельского поселения составляет 12 874 га (128,74 км²).

## История
Образовано в соответствии с Законом Московской области от 21.01.2005 года № 27/2005-ОЗ «О статусе и границах Солнечногорского муниципального района и вновь образованных в его составе муниципальных образований» (принят постановлением Мособлдумы от 29.12.2004 № 8/123-П).
Законом Московской области № 246/2018-ОЗ от 28 декабря 2018 года, с 9 января 2019 года все городские и сельские поселения Солнечногорского муниципального района были упразднены и объединены в новое единое муниципальное образование городской округ Солнечногорск

## Население
| 2006  | 2007  | 2008  | 2009  | 2010  | 2011  |
| ----- | ----- | ----- | ----- | ----- | ----- |
| 3708  | ↘3639 | ↗3681 | ↗3719 | ↗5465 | ↗5525 |
| 2012  | 2013  | 2014  | 2015  | 2016  | 2017  |
| →5525 | ↗5585 | ↗5681 | ↗5783 | ↗5891 | ↗6044 |
| 2018  | 2019  |       |       |       |       |
| ↗6184 | ↗6393 |       |       |       |       |

## Состав сельского поселения
В состав сельского поселения входят 23 населённых пункта упразднённых Пятницкого и Соколовского сельских округов:
| №  | Населённый пункт | Тип населённого пункта          | Население |
| -- | ---------------- | ------------------------------- | --------- |
| 1  | Алексеевское     | деревня                         | ↘43       |
| 2  | Бережки          | деревня                         | ↘107      |
| 3  | Васюково         | деревня                         | ↘0        |
| 4  | Жуково           | деревня                         | ↘0        |
| 5  | Исаково          | деревня                         | ↘10       |
| 6  | Курилово         | деревня                         | ↗14       |
| 7  | Лесное Озеро     | посёлок                         | ↘625      |
| 8  | Лопотово         | деревня                         | ↘131      |
| 9  | Лыткино          | деревня                         | ↘322      |
| 10 | Малые Снопы      | деревня                         | →0        |
| 11 | Марьино          | деревня                         | ↗565      |
| 12 | Маслово          | деревня                         | ↗11       |
| 13 | Мелечкино        | деревня                         | ↗25       |
| 14 | Миронцево        | деревня                         | ↗1991     |
| 15 | Новая            | деревня, административный центр | ↘854      |
| 16 | Повадино         | деревня                         | ↗4        |
| 17 | Полежайки        | деревня                         | ↘100      |
| 18 | Похлебайки       | деревня                         | ↗6        |
| 19 | Пятница          | деревня                         | ↗258      |
| 20 | Соколово         | деревня                         | ↘343      |
| 21 | Судниково        | деревня                         | ↘15       |
| 22 | Трусово          | деревня                         | ↘24       |
| 23 | Шевлино          | деревня                         | ↘17       |